# Phalangodinella roeweri
Phalangodinella roeweri is een hooiwagen uit de familie Zalmoxioidae.